# موزه طراحی
موزه طراحی (به انگلیسی: Design Museum) در کنزینگتون، لندن، محصولات، طراحی صنعتی، گرافیک، مُد و معماری را به نمایش می‌گذارد. در سال ۲۰۱۸ میلادی، موزه برندهٔ جایزهٔ موزهٔ سال اروپا شد. این موزه به عنوان یک مؤسسهٔ خیریه ثبت‌شده عمل می‌کند، و تمام سرمایه‌های حاصل از فروش بلیت به موزه در برگزاری نمایشگاه‌های جدید کمک می‌کند.